# Carruanthus
A Carruanthus a szegfűvirágúak (Caryophyllales) rendjébe, ezen belül a kristályvirágfélék (Aizoaceae) családjába tartozó nemzetség.

## Előfordulásuk
A Carruanthus-fajok természetes előfordulási területe kizárólag a Dél-afrikai Köztársaságban található meg.

## Rendszerezés
A nemzetségbe az alábbi 2 faj tartozik:
- Carruanthus peersii L.Bolus
- Carruanthus ringens (L.) Boom - típusfaj